# 伊利尼
伊利尼，是匈牙利诺格拉德州所辖的一个村。总面积6.46平方公里，总人口173，人口密度26.8人/平方公里（2011年1月1日）。